# Composition de l'Église catholique
Cet article traite de la communauté qui forme l'Église catholique en tant qu'institution. Pour la définition et le fonctionnement de cette institution, voir Église catholique. Pour l'assemblée des croyants en communion avec le pape et les évêques, voir Catholicisme. Pour les aspects historiques, voir Histoire de l'Église catholique.
La composition de l'Église catholique est strictement romaine. L'Église catholique, hiérarchisée dans sa structure, a en effet un seul chef spirituel : le pape, considéré comme le « vicaire du Christ sur Terre » et le « successeur de Pierre ». Le pape est traditionnellement l'évêque de Rome.
Elle se subdivise en deux ensembles : l'Église catholique d'Occident, dite aussi « Église latine », dans laquelle le rite ou rituel romain est d'usage majoritaire, qui compte 1,2 milliard de fidèles, et les Églises catholiques orientales (dont les Églises grecques-catholiques), qui rassemblent en tout 18 millions de fidèles.

## Définition

### Appellation
Le terme catholique vient du latin catholicus, lui-même emprunté au grec καθολικός (katholikós), qui signifie « universel » ou, plus précisément, « destiné au monde entier ».
« Église catholique, apostolique et romaine » est le nom officiel de cette Église selon l'Encyclopædia Universalis, qui n'indique pas qui (l'Église même ou un état) aurait fait la relative déclaration d'appellation officielle.
En France, l'édit de Nantes (1598) reconnaissait deux religions : la « Religion catholique, apostolique et romaine » et la « Religion prétendue réformée », c'est-à-dire le protestantisme. C'est sous cette désignation que la religion de cette église est reconnue comme religion officielle dans la constitution de certains pays comme Malte et l'Argentine ou que l'Église est mentionnée dans le droit des cultes à Madagascar. Mais dans plusieurs constitutions nationales l'appellation officielle de l'Église est « Église catholique » : El Salvador, Espagne Guatemala, Italie , Paraguay, Pérou Pologne Uruguay.
Le Vatican emploie parfois mais rarement l'appellation « Église catholique, apostolique et romaine » : le plus souvent elle se qualifie simplement d'« Église catholique » ou encore d'« Église universelle ». Le nom « Église catholique » est l'appellation utilisée, par exemple, dans le Catéchisme de l'Église catholique et le Code de droit canonique. Elle s'appelle aussi « Église catholique romaine » surtout dans des relations avec d'autres églises chrétiennes, qui aussi revendiquent pour elles-mêmes la description « une, sainte, catholique et apostolique », les quatre notes de l'Église qui figurent dans le symbole de Nicée.
Plusieurs confessions portent l'épithète de « catholique » alors qu'elles n'appartiennent pas à l'Église catholique.

### Les rites catholiques
Le Catéchisme de l'Église catholique indique, à la section 1203, que « les traditions liturgiques, ou rites, actuellement en usage dans l’Église sont le rite latin (principalement le rite romain, mais aussi les rites de certaines Églises locales comme le rite ambrosien, ou de certains ordres religieux) et les rites byzantin, alexandrin ou copte, syriaque, arménien, maronite et chaldéen. Obéissant fidèlement à la tradition, le saint Concile déclare que la sainte Mère l’Église considère comme égaux en droit et en dignité tous les rites légitimement reconnus, et qu’elle veut, à l’avenir, les conserver et les favoriser de toutes manières (SC 4) ».
Elle comprend plusieurs traditions liturgiques et plusieurs rites. À l'Église occidentale historique, principalement de rite romain (ou plus rarement mozarabe, ambrosien et de Braga), se sont jointes diverses communautés chrétiennes orientales à partir du XVIIe siècle et surtout aux XIXe et XXe siècles. Celles-ci ont conservé leurs rites et liturgies d'origine : gréco-byzantine, copte, abyssine, arménienne, araméenne, chaldéenne, syro-malabare... Ces Églises sont dites sui iuris : elles possèdent leur « droit propre » dans le cadre du Code des canons des Églises orientales promulgué par le pape en 1990 et jouissent d'une certaine autonomie. Par exemple, les patriarches sont élus par le Synode des Églises patriarcales catholiques, et le pape est seulement informé.
À ces différents rites, s'ajoute, depuis 1980, l'usage anglican qui est une forme particulière du rite latin utilisée par d'anciennes paroisses anglicanes entrées en communion avec Rome, notamment au Canada et aux États-Unis.

## Composition

### L'unique Église catholique d'Occident
L'Église catholique d'Occident, ou Église latine, se caractérise par l'usage de rites latins. Alors que, jusqu'au concile de Trente, « la variété des usages et des rites diocésains est sans limites », la tendance est ensuite à une forte uniformisation au profit du seul rite romain.
L'Église d'Occident a commencé et poursuivi à travers vingt et un conciles son évolution doctrinale, administrative et juridique à partir de sa séparation d'avec l'Église d'Orient (restée fidèle aux sept conciles œcuméniques), séparation qui fut concrétisée lors des excommunications et anathèmes réciproques de 1054.
Avec l'expansion des pays occidentaux à travers le monde, et principalement des grandes puissances coloniales que furent l'Espagne et le Portugal dès le XVIe siècle, dans tout le continent sud-américain, l'Asie (Philippines, Indes), l'Afrique, suivis au XIXe siècle par les Français (missions d'Afrique et d'Indochine) et les Belges dans l'Afrique, l'Église catholique est devenue la confession chrétienne la plus importante en nombre de fidèles.

### Les Églises catholiques orientales

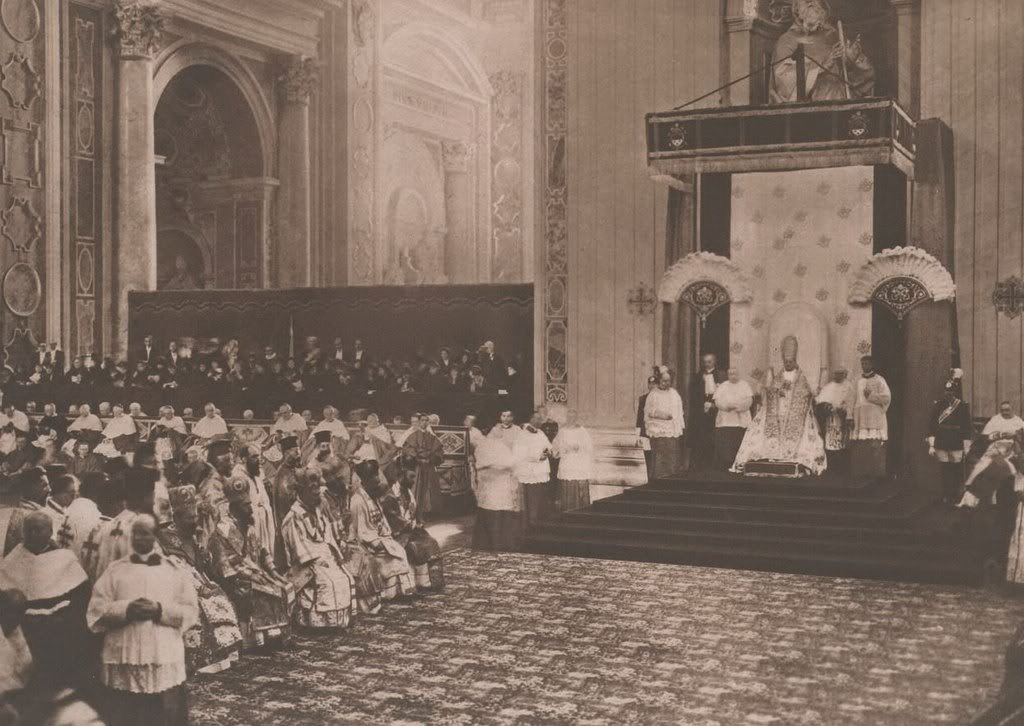
Le pape Pie XI et des évêques catholiques orientaux commémorant le du concile de Nicée le 15 novembre 1925 dans la basilique Saint-Pierre de Rome.

Les Églises catholiques orientales font pleinement partie de l'Église catholique. Elles se caractérisent par le fait de suivre un rite oriental, ce qui les distingue du rite latin qui est largement majoritaire au sein du catholicisme.
Elles sont définies comme étant :  
- Église maronite : elle ne s'est jamais désunie de Rome, mais a confirmé son attachement au pape lors du XIIe siècle (croisades).
- Église catholique arménienne union à Rome, 1740.
- Église catholique byzantine, union à Rome, 1924
- Église catholique chaldéenne, union à Rome, 1830.
- Église catholique copte, union à Rome, 1895.
- Église catholique éthiopienne, union à Rome, 1961
- Église catholique érythréenne, union à Rome, 2015
- Église catholique syriaque, 1662, puis 1783
- Église catholique syro-malabare, union à Rome 1599.
- Église catholique syro-malankare, union à Rome, 1930.

- Églises gréco-catholiques, indépendantes entre elles car autocéphales, elles ont en commun la liturgie byzantine :
  - Église grecque-catholique albanaise, union à Rome, 1939.
  - Église grecque-catholique biélorusse
  - Église grecque-catholique bulgare
  - Église grecque-catholique hellène, union à Rome, 1911.
  - Église grecque-catholique hongroise
  - Église grecque-catholique italo-albanaise
  - Église grecque-catholique italo-grecque
  - Église grecque-catholique macédonienne
  - Église grecque-catholique melkite, union à Rome, 1724.
  - Église grecque-catholique roumaine, union à Rome, 1698.
  - Église grecque-catholique russe, union à Rome, 1908.
  - Église grecque-catholique slovaque
  - Église grecque-catholique tchèque
  - Église grecque-catholique ukrainienne, union à Rome 1595-1596.